# Minimum garanti
En France, le minimum garanti, héritier en ligne directe du SMIG, créé en même temps que le SMIC, sert de référence pour l'évaluation des avantages en nature (logement, nourriture, etc.).
Il est parfois désigné par ses initiales « MG ».

## Définition et revalorisation
Lors de la création du SMIC par la loi du 2 janvier 1970, le salaire minimum n'a plus été indexé uniquement sur les prix, comme c'était le cas pour le SMIG, mais aussi sur les salaires.
Cependant, le législateur a estimé que la référence à un indice revalorisé en fonction des prix à la consommation pouvait rester pertinente pour un certain nombre de prestations sociales.
Depuis le 1er mai 2008, il est défini par l'article L3231-12 du Code du travail, et revalorisé en fonction de l'évolution de l'indice national des prix à la consommation.

## Valeur
La valeur mois par mois du MG depuis 2001 peut être consultée sur le site de l'INSEE.

### 2025
Depuis le 1er novembre 2024, le MG vaut 4,22 €.
Il n'a pas été revalorisé au 1er janvier 2025.

### 2021-2024
Pour 2021, un décret pris en conseil des ministres fixe sa valeur à 3,65€, inchangée par rapport à 2020.
Mais l'inflation constatée en cours d'année a abouti à une revalorisation automatique du SMIC et du MG de 2.2%, portant la valeur de ce dernier à 3.73 € à partir du 1er octobre 2021.
En 2022, à la suite de la hausse de l'inflation fin 2021 et dans le courant l'année 2022, le MG a été revalorisé à l'instar du SMIC au 1er janvier, au 1er mai et au 1er août 2022, portant celui-ci à 3€94.
En 2023 et 2024, il est également procédé à une revalorisation supplémentaire en cours d'année, respectivement au 1er mai et au 1er novembre.

### Historique

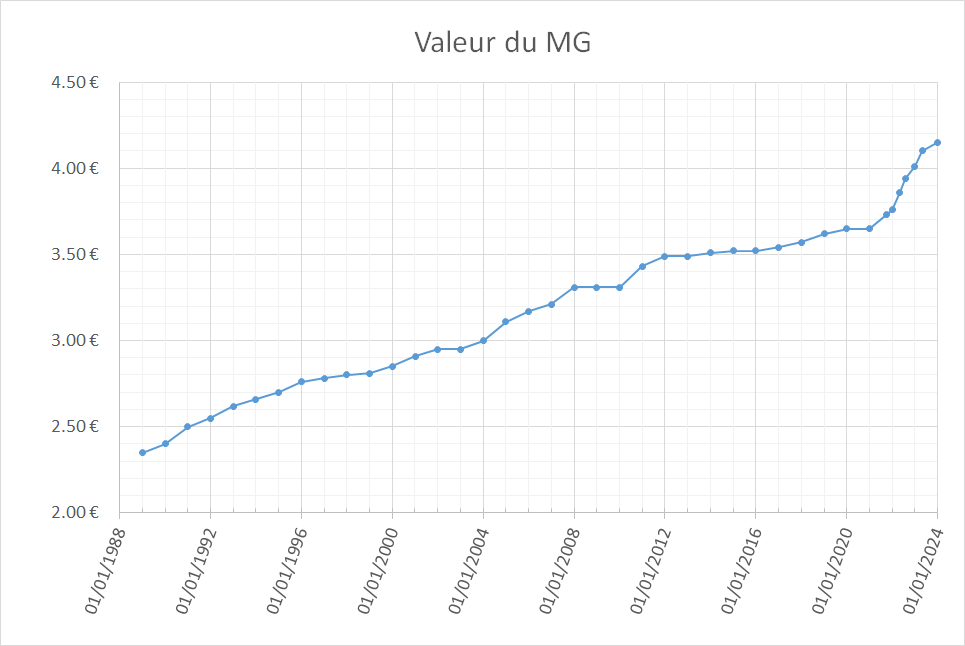
Evolution de la valeur du minimum garanti en France, de 1989 à 2024

| Année         | Valeur du MG |
| ------------- | ------------ |
| 1989          | 2,35€        |
| 1990          | 2,40€        |
| 1991          | 2,50€        |
| 1992          | 2,55€        |
| 1993          | 2,62€        |
| 1994          | 2,66€        |
| 1995          | 2,70€        |
| 1996          | 2,76€        |
| 1997          | 2,78€        |
| 1998          | 2,80€        |
| 1999          | 2,81€        |
| 2000          | 2,85€        |
| 2001          | 2,91€        |
| 2002          | 2,95€        |
| 2003          | 2,95€        |
| 2004          | 3,00€        |
| 2005          | 3,11€        |
| 2006          | 3,17€        |
| 2007          | 3,21€        |
| 2008          | 3,31€        |
| 2009          | 3,31€        |
| 2010          | 3,31€        |
| 2011          | 3,43€        |
| 2012          | 3,49€        |
| 2013          | 3,49€        |
| 2014          | 3,51€        |
| 2015          | 3,52€        |
| 2016          | 3,52€        |
| 2017          | 3,54€        |
| 2018          | 3,57€        |
| 2019          | 3,62€        |
| 2020          | 3,65€        |
| 2021          | 3,65€        |
| 1er oct 2021  | 3,73€        |
| 1er jan 2022  | 3,76€        |
| 1er mai 2022  | 3,86€        |
| 1er août 2022 | 3,94€        |
| 1er jan2023   | 4,01€        |
| 1er mai 2023  | 4,10€        |
| 1er jan 2024  | 4,15€        |
| 1er nov 2024  | 4,22€        |